# Careiro (kommun i Brasilien)
Careiro är en kommun i Brasilien.   Den ligger i delstaten Amazonas, i den centrala delen av landet, 1 900 km nordväst om huvudstaden Brasília. Antalet invånare är 32 631.
I omgivningarna runt Careiro växer i huvudsak städsegrön lövskog. Runt Careiro är det mycket glesbefolkat, med 4 invånare per kvadratkilometer.